# カプリリーア・イルピーナ
カプリリーア・イルピーナ（伊: Capriglia Irpina）は、イタリア共和国カンパニア州アヴェッリーノ県にある、人口約2,400人の基礎自治体（コムーネ）。

## 地理

### 位置・広がり

#### 隣接コムーネ
隣接するコムーネは以下の通り。
- アヴェッリーノ
- グロットレッラ
- サンタンジェロ・ア・スカーラ
- スンモンテ

## 行政

### 分離集落
カプリリーア・イルピーナには、以下の分離集落（フラツィオーネ）がある。
- Breccelle I, Breccelle II, Casale, Embreciera, Marzano, Pozzo del Sale, San Felice, Spinielli, Taverna del monaco, Tropeani